# David Barron (produttore cinematografico)
David Barron (Ipsden, 21 febbraio 1954) è un produttore cinematografico britannico, noto per il suo lavoro nella saga di Harry Potter.

## Filmografia
- La donna del tenente francese (The French Lieutenant's Woman), regia di Karel Reisz (1981)
- Urla del silenzio (The Killing Fields),regia di Roland Joffé (1984)
- Legend, regia di Ridley Scott (1986)
- La storia fantastica (The Princess Bride), regia di Rob Reiner (1987)
- Amleto, regia di Franco Zeffirelli (1990)
- Festa in casa Muppet (The Muppet Christmas Carol), regia di Brian Henson (1993)
- Frankenstein di Mary Shelley (Mary Shelley's Frankenstein), regia di Kenneth Branagh (1994)
- Hamlet, regia di Kenneth Branagh (1996)
- Nel bel mezzo di un gelido inverno (In the Bleak Midwinter), regia di Kenneth Branagh (1996)
- It Was An Accident, regia di Metin Hüseyin (2000)
- Pene d'amor perdute (Love's Labour's Lost), regia di Kenneth Branagh (2000)
- Harry Potter e la camera dei segreti (Harry Potter and the Chamber of Secrets), regia di Chris Columbus (2002)
- Possession - Una storia romantica (Possession), regia di Neil LaBute (2002)
- Harry Potter e il calice di fuoco (Harry Potter and the Goblet of Fire), regia di Mike Newell (2005)
- Sahara, regia di Breck Eisner (2005)
- Harry Potter e l'Ordine della Fenice (Harry Potter and the Order of the Phoenix), regia di David Yates (2007)
- Harry Potter e il principe mezzosangue (Harry Potter and the Half-Blood Prince), regia di David Yates (2009)
- Harry Potter e i Doni della Morte - Parte 1 (Harry Potter and the Deathly Hallows - Part 1), regia di David Yates (2010)
- Harry Potter e i Doni della Morte - Parte 2 (Harry Potter and the Deathly Hallows - Part 2), regia di David Yates (2011)
- Jack Ryan - L'iniziazione (Jack Ryan: Shadow Recruit), regia di Kenneth Branagh (2014)
- Cenerentola, (Cindarella) regia di Kenneth Branagh (2015)
- Mowgli - Il figlio della giungla (Mowgli), regia di Andy Serkis (2018)
- Terminal, regia di Vaughn Stein (2018)
- Emily, regia di Frances O'Connor (2022)